# Siergiej Rachmaninow: Całonocne czuwanie (All-Night Vigil)
Siergiej Rachmaninow: Całonocne czuwanie / All-Night Vigil – album z wykonaniem „Całonocnego czuwania” op. 37 Siergieja Rachmaninowa przez Jadwigę Rappé, Mateusza Markuszewskiego i Chór Akademicki Uniwersytetu Warszawskiego pod dyrekcją Iriny Bogdanovich, które odbyło się 29 maja 2016 w Studiu Koncertowym Polskiego Radia im. Witolda Lutosławskiego w Warszawie. Nominacja do Fryderyka 2019 w kategorii «Album Roku Muzyka Chóralna, Oratoryjna i Operowa».